# Skiff Lake
Skiff Lake är en sjö i Kanada.   Den ligger i provinsen New Brunswick, i den sydöstra delen av landet, 600 km öster om huvudstaden Ottawa. Skiff Lake ligger 205 meter över havet. Arean är 5,9 kvadratkilometer. Den sträcker sig 4,1 kilometer i nord-sydlig riktning, och 4,1 kilometer i öst-västlig riktning.
I omgivningarna runt Skiff Lake växer i huvudsak blandskog. Trakten runt Skiff Lake är nära nog obefolkad, med mindre än två invånare per kvadratkilometer.